# Haplodon
Haplodon là một chi rêu trong họ Splachnaceae.